# Логинов, Михаил Осипович
Михаил Осипович Логинов (1882—1963) — российский революционер-большевик, журналист, писатель, советский публицист и пропагандист атеизма.
Был членом Российской социал-демократической рабочей партии с 1902 года и имел партийное прозвище «Антон». С 1902 по 1912 год вёл нелегальную партийную работу в Москве и участвовал в Первой русской революции в Москве и Октябрьской революции 1917 года в Тифлисе.
С начала 1920-х годов полностью посвятил себя атеистической работе. Он был членом бюро окружного комитета партии, членом МК РКП(б), председателем Московского и Центрального Советов атеистов, заместителем народного комиссара путей сообщения и редактором газеты и журнала «Безбожник».
В 1920-е годы Логинов участвовал в диспутах с представителями духовенства, «разоблачал контрреволюционную деятельность церковников, вскрывал антинаучную и реакционную сущность религии, классовый смысл религиозной морали». Автор многих статей и брошюр по вопросам атеизма и религии.
Умер в Москве и похоронен на Новодевичьем кладбище.